# Mumbai Se Aaya Mera Dost
Pour plus de détails, voir Fiche technique et Distribution.
Mumbai Se Aaya Mera Dost est en film indien d'Apoorva Lakhia sorti en 2003 avec Abhishek Bachchan et Lara Dutta. Les chansons sont composées par Anu Malik, Ranjit Barot et Amar Mohile sur des paroles de Sameer.

## Synopsis
Lors d’une cérémonie de remise de décoration, Snehal Lakhia déclare que son petit village n'a pas encore l'électricité. Le village est promptement raccordé au réseau électrique ce qui amène Kanji, son petit-fils installé à Mumbai, à rentrer au pays équipé d'une antenne parabolique et d'un téléviseur dernier cri. Les villageois sont enthousiasmés par les émissions qu'ils suivent assidûment, les transposant dans leur vie quotidienne avec plus ou moins de bonheur et délaissant le temple et ses cérémonies religieuses. Cela provoque la colère du prêtre qui en informe Rudra Pratap Singh, l'homme fort du village. Celui-ci reste indifférent aux troubles provoqués par le retour de Kanji jusqu'à ce qu'il apprenne qu'il courtise sa sœur avec succès. 

## Fiche technique et artistique
- Titre : Mumbai Se Aaya Mera Dost
- Réalisateur : Apoorva Lakhia
- Scénario : Apoorva Lakhia
- Dialogues : Ajay Khamosh
- Musique : Anu Malik, Ranjit Barot et Amar Mohile
- Parolier : Sameer
- Chorégraphie : Vaibhavi Merchant
- Direction artistique : Meera Lakhia
- Costumes : Pooja Sarin et Theia Bomanbehram
- Photographie : R.J. Gururaj
- Montage : Steven H. Bernard
- Cascades et combats : Shahid Ali
- Production : Vishal Nihalani pour Rubberband Films
- Langue : hindi
- Pays d'origine : Inde
- Date de sortie : 22 août 2003
- Format : Couleurs
- Genre : comédie romantique, aventure
- Durée : 147 minutes

## Distribution
- Abhishek Bachchan : Kanji
- Lara Dutta : Kesar
- Aditya Lakhia : Surya
- Yashpal Sharma : Rudra Pratap Singh
- Daya Shanker Pandey : Hari
- Akhilendra Mishra : Priest
- Chunky Pandey : Sanjay
- Rajendra Gupta : Sameer
- Amitabh Bachchan : narrateur
- Rageshwari
- Snehal : Dina Nath
- Shubro Bhattacharya : Abdul